# Figure imposée
Albums de Alain Bashung
Play blessures
(1982) Live Tour 85
(1985)
Singles
1. Élégance
Sortie : 1983
2. What's in a Bird
Sortie : 1983

Figure imposée est le cinquième album studio de Alain Bashung, paru en 1983 chez Philips.

## Historique
Sorti un an après Play blessures, qui ne connut qu'un succès mitigé[réf. nécessaire] auprès du public comme de la critique, et pour lequel il collaborait pour la première et unique fois avec Serge Gainsbourg, Bashung s'adjoint les services du jeune auteur Pascal Jacquemin, qui lui écrit la plupart des textes (sauf celui d'Imbécile, écrit par son compère Boris Bergman).
Mais Figure imposée connaît un échec critique et commercial à sa sortie en 1983, Bashung attendra 1984 avec le single S.O.S. Amor et l'album Passé le Rio Grande, deux ans plus tard pour que le succès soit au rendez-vous.
Le contenu de l'album sera modifié plusieurs fois lors des différentes rééditions, dont celle de 1993 ou encore celle de 2012 qui est un mix entre l'édition d'origine et la réédition de 1993. Dans ces rééditions, c'est la chanson Week-end doux qui en fera le plus les frais car depuis 1993, elle apparait dans une version instrumentale écourtée (sûrement une décision de l'artiste qui n'aimait pas les paroles).

## Liste des titres
| No  | Titre            | Auteur                                                                   | Durée |
| --- | ---------------- | ------------------------------------------------------------------------ | ----- |
| 1.  | What's in a Bird | Pascal Jacquemin - Alain Bashung / Alain Bashung                         | 3:21  |
| 2.  | Horoscope        | Pascal Jacquemin - Alain Bashung / Alain Bashung                         | 2:54  |
| 3.  | Imbécile         | Boris Bergman / Alain Bashung                                            | 3:50  |
| 4.  | Hi !             | Pascal Jacquemin - Alain Bashung / Alain Bashung                         | 3:06  |
| 5.  | Chaque nuit bébé | Pascal Jacquemin - Alain Bashung / Alain Bashung                         | 3:32  |
| 6.  | Élégance         | Pascal Jacquemin - Alain Bashung / Alain Bashung                         | 4:42  |
| 7.  | Poisson d'avril  | Pascal Jacquemin - Chantal Monterastelli - Alain Bashung / Alain Bashung | 2:54  |
| 8.  | Lou ravi         | Pascal Jacquemin - Alain Bashung / Alain Bashung                         | 2:35  |
| 9.  | Week-end doux    | Pascal Jacquemin - Alain Bashung / Alain Bashung                         | 4:46  |
| 10. | Nuits halloween  | Pascal Jacquemin - Alain Bashung / Alain Bashung                         | 4:23  |

1. ↑  La chanson est écourtée depuis 1993 dans une version instrumentale (les paroles ont été supprimés)

### Singles extraits de l'album
1983
- Élégance / Horoscope
- What's in a bird / Hi !

### Réédition
1. What's in a Bird (version single)
2. Horoscope
3. Imbécile (version longue)
4. Hi!
5. Chaque nuit bébé
6. Élégance (version single)
7. Poisson d'avril
8. Week-end doux (instrumental)
9. Spiele mich an die wand
10. White Spirit (instrumental)

Sur la réédition de l'intégrale de 1993, les titres Lou ravi et Nuits halloween sont remplacés par les titres Spiele Mich an die Wand (Boris Bergman / Alain Bashung) et White Spirit (Jean Fauque / Alain Bashung), la version d'Élégance est celle du 45 tours et Imbécile figure dans une version longue inédite.